# Stéphane Mercier
Pour les articles homonymes, voir Mercier.
Stéphane Mercier, né à Uccle (Belgique) le 6 juin 1970, est un musicien et compositeur de jazz, aussi journaliste, enseignant et conférencier belge.

## Biographie

### Enfance et formation
Stéphane Mercier, fils de Jacques Mercier, écrivain et animateur de radio et de télévision à la RTBF, étudie la musique classique en académie de 1981 à 1988, puis le jazz au Jazz Studio à Anvers jusqu'en 1990, puis au Conservatoire royal de Bruxelles pendant deux ans. Il se rend ensuite aux États-Unis, à Boston, étudie la performance au Berklee College of Music, puis s'établit à New York pour une durée de sept ans. De retour en Europe, il travaille deux ans à Paris, puis revient à Bruxelles et y fonde une famille.

### Carrière
Stéphane Mercier a joué et/ou enregistré entre autres avec Mark Turner, Seamus Blake, Chris Cheek, Randy Brecker, Antonio Sánchez, Philip Catherine, Dennis Irwin, Wynton Marsalis, Charles Loos, Guillermo Klein, Nathalie Loriers, Mongo Santamaría, Bill McHenry (en), Aaron Goldberg, Cheick Tidiane Seck, Jeff Ballard, Adam Deitch, Matt Penman, Marlon Browden, Jérôme Sabbagh, Francesco Bearzatti, Mauro Gargano, Fabrice Moreau, Vincent Bourgeyx, Ingrid Jenssens, Joe Martin, Jochen Rueckert, Stéphane Galland, Darren Beckett, Erik Vermeulen, Karl Jannuska, Vijay Iyer, Jean-Louis Rassinfosse, Peter Hertmans, Franck Amsallem, Nic Thys, Melvin Butler, John Benitez, Kris Defoort, Chander Sardjoe, Paolo Loveri, Giuseppe Millaci, Jacques Schwarz-Bart, Avishai Cohen, Dré Pallemaerts, Médéric Collignon, Michel Herr, Bruno Castellucci.
Il a de nombreux albums à son actif, sorti sur les maisons de disque Fresh Sound Records, Mognomusic, Igloo Records et Hypnote Records.
En 2014, il entreprend une tournée de 280 dates avec le spectacle "la Boîte De Jazz" en Belgique.
Depuis 2016, il dirige le Jazz Station Big Band, groupe maison du célèbre club bruxellois Jazz Station. 
En 2018, il est saxophoniste soliste principal et arrangeur pour 27 saxophonistes au Sommet de L'OTAN sous l'Arcade du Cinquantenaire devant les dirigeants du monde entier.
En 2020 et 2021, il reforme des groupes internationaux divers et signe son groupe B.Konexion sur le label KlapYaHandz au Cambodge.
En 2022, il sort un livre : Une autre histoire du jazz aux éditions Jourdan.